# Clayton Alderfer
Clayton Paul Alderfer (* 1. September 1940 in Sellersville, Pennsylvania; † 30. Oktober 2015) war ein US-amerikanischer Psychologe. Er ist bekannt für seine ERG-Theorie (Existence, Relatedness and Growth), eine Weiterentwicklung der Maslowschen Bedürfnishierarchie.

## Leben
Clayton P. Alderfer ging als Einzelkind aus der Ehe von Joseph Paul (1908–1982) und Ruth Althea Alderfer, geborene Buck (1909–1984), hervor.
Aldfelder besuchte bis 1958 die Liberty High School in Bethlehem, Northampton County, und schloss sein Bachelor-Studium der Psychologie 1962 ab (BSc.). 1966 wurde er an der Yale University zum Ph.D. promoviert. Im Anschluss war er von 1966 bis 1968 an der Cornell University tätig und kehrte dann wieder an die Yale University zurück, wo er bis 1992 als wissenschaftlicher Mitarbeiter, Dozent und Studienleiter am Department of Administrative Sciences tätig war. 1977 erhielt er das Diplom des American Board of Professional Psychology (ABPP).
Er war von 1990 bis 2003 Mitherausgeber des Journal of Applied and Behavioral Science (JABS) und wurde für sein dortiges Wirken mit einem Sonderpreis des NTL Institute und dem Douglas McGregor Award geehrt.
Er erforschte über mehr als 30 Jahre Intergruppenbeziehungen in Organisationen. Von 1992 bis 2006 war er Professor an der Graduate School of Applied and Professional Psychology (GSAPP) der Rutgers University in Piscataway Township und leitete dort von 1992 bis 2004 den Promotionsstudiengang Organisationspsychologie. 2006 wurde er von der Rutgers University zum „Lehrer des Jahres“ gekürt.
1997 verlieh ihm die Abteilung 3 der American Psychological Association (APA) den Harry Levinson Award for Excellence und 1999 das Teachers College der Columbia University den Janet Helms Award.
Anfang der 2000er Jahre gründete er ein Beratungsunternehmen. Alderfer war unter anderem von 1975 bis 1978 Mitglied im Board of directors des NTL Institute, Fellow der American Psychological Association, der Society for Applied Anthropology (SfAA) und der American Psychological Society (APS; James McKeen Cattell Fellow Award, 1972). Zudem wurde er in die Sigma Xi (ΣΞ) und in die Tau Beta Pi (ΤΒΠ) aufgenommen.
Alderfer war seit 1962 verheiratet mit Charleen, geborene Frankenfield, mit der er eine gemeinsame Tochter und einen Sohn bekam. Er starb zuhause. Sein Grab befindet sich auf dem Memorial Park Cemetery in Bethlehem.

## Veröffentlichungen
- An Empirical Test of a New Theory of Human Needs; Organizational Behaviour and Human Performance, Mai 1969, Volume 4, Issue 2, S. 142–175.
- Existence, Relatedness, and Growth; Human Needs in Organizational Settings, Free Press, New York, 1972.
- mit L. Dave Brown: Learning from changing: organizational diagnosis and development. Sage Publications, Beverly Hills, 1975; S. 47–56, 129–141.
- A critique of Salancik and Pfeffer's examination of need-satisfaction theories, Administrative Science Quarterly, 22/1977, S. 658–669.
- Improving organizational communication through long-term intergroup intervention, Journal of Applied Behavioral Science, 13/1977, S. 193–210.
- mit Cary L. Cooper (Hrsg.): Advances in experiential social processes. Wiley, Chichester / New York, 1978.
- The Methodology of Organizational Diagnosis, Professional Psychology, 11/1980, S. 459–468.
- Consulting to Underbounded Systems, C. P. Alderfer and C. L. Cooper (Hrsg.), Advances in Experiential Social Processes, 2/1980, S. 267–295.
- An Intergroup Perspective on Group Dynamics. In J. W. Lorsch (Hrsg.): Handbook of Organizational Behavior, 1987, S. 190–222.
- Organizational consultation. Alexandria, Va., 1990.
- The Five Laws of Group and Intergroup Dynamics. (2005)
- Practice of organizational diagnosis : theory and methods. Oxford University Press, New York, 2011.
- Not Just Football: An Intergroup Perspective on the Sandusky Scandal at Penn State . In: Industrial and Organizational Psychology, Volume 6 Part 2; Blackwell Publishing 2013; S. 117–133.